# 한예진 (미스코리아)
한예진(1990년 11월 24일 ~ )은 대한민국의 미스코리아 출신, 현 롯데홈쇼핑 쇼호스트다.

## 이력
- 2008년 미스코리아 시애틀 진(眞)에 당선되어 본선 무대에 진출하면서 이름을 알렸다.
- 2011년 브레이브걸스 멤버로 데뷔하였지만 5년간 이렇다할 성과 없이 2016년에 탈퇴하였고, 2021년,최근엔 롯데홈쇼핑 쇼호스트로 합격되어 인턴으로 근무중이다.

## 출연작

### 드라마
- 2017년 SBS 월화드라마 《귓속말》 - 최일환 비서 역

## 같이 보기
- 2008년 미스코리아
- 미스코리아 해외 지역 대회

| 미스코리아 시애틀 진(眞) |               |        |
| 2007년                   | 2008년 한예진 | 2009년 |
| 없음                     | 2008년 한예진 | 없음   |
|                          |               |        |
|                          |               |        |